# 桂米市
桂 米市（かつら よねいち、1983年1月23日 - ）は、元上方落語家。本名は市丸 鉄也（いちまる てつや）。大阪府大阪市港区出身。師匠は5代目桂米團治。愛称は「上方落語会の高橋大輔」。フィギィアスケーターの高橋大輔に顔など風貌が似ている事からそう呼ばれていた。

## 来歴
トリイホールにある龍神の前で、桂米團治（当時は桂小米朝）に弟子入りを志願する。3ヶ月間の試用期間を経て、2008年11月6日、大師匠に当たる3代目桂米朝の誕生日パーティにて正式に弟子入りを許される。トリイホールで米團治が口演した演目『景清』に感動して入門を志した。
入門当時、師匠の米團治に『情熱大陸』の撮影スタッフが24時間密着撮影をしており、その時の演出家が大島渚の次男の大島新であった。この際に将来的に活躍すればと『情熱大陸』への出演打診の声をかけられる。
桂米朝宅での住み込み修行中は、桂米朝の部屋で枕を並べて寝ており、米朝の妻とも3人で川の字で寝ることも多々あった。食事だけではなく、お風呂も米朝と毎回一緒に入っていた。
落語の稽古は就寝間際まで続き、照明を消し、米朝の寝室で布団に入り横になりながら米朝が寝るまで落語の稽古が行われていた。また、米朝が寝たと思い台詞を止めたところ「なんで止めるんや」と優しく怒られた。新ネタの稽古直後に台詞をノートに書いていると、米朝から「俺は書いて覚えたことがない」とプレッシャーをかけられた。
朝食の際、米朝が朝刊を読み、読み終わると朝刊を読ませてもらっていた。読み終えたあとに朝刊の内容について米朝から質疑が1時間ほど続きそれを解説するのが、朝食時の日課であった。
米朝の仕事のお付きで車の運転をしていて、蕎麦を食べたい時は、蕎麦屋の前、焼き肉を食べたいときは焼肉屋の前を通ると必ず米朝が連れていって食べさせてくれた。
2010年夏に『笑っていいとも!』の「そっくりさん」企画に、前述の高橋大輔のそっくりさんとして、米朝事務所マネージャーと共に出演した。文楽の豊竹咲寿太夫は同年10月にそれに関したツイートを自身のTwitterに記した。
2011年春に落語家を廃業。廃業から10年以上経った2023年に米團治の落語会に顔を出すなどのつながりがあり、「0（ゼロ）番弟子」と呼ばれている。
2024年春頃からは、写真家(フォトグラファー)として主に師匠の五代目桂米團治の高座を中心に写真家活動を行っており定期的に米團治のXに登場している。

## 人物
三島由紀夫の大ファンで、『楯の会』の制服をデザインしたデザイナー五十嵐九十九の弟子である佐藤英明が経営するペコラ銀座がスーツ衣装を担当している。衣装スタイリストはBEAMSハウス梅田店（グランフロント2階）と心斎橋リフォームの内本久美子が担当している。